# Багатти, Беллармино
Беллармино Багатти (итал. Bellarmino Bagatti; 11 ноября 1905, Лари, Италия — 7 октября 1990, Иерусалим) — итальянский археолог, священник, член монашеского ордена францисканцев.

## Биография
В 1934 году Беллармино Багатти получил докторскую степень в папском Институте христианской археологии в Риме. С 1935 года работал в францисканском научно-исследовательском Институте Studium Biblicum Franciscanum в Иерусалиме, Израиль. Принял непосредственное участие в организации издания археологического ежегодника «SBF Liber Annuus» (издается с 1951 года) и книжной археологической серии «SBF Collectio Maior» (издается с 1941 года).
Беллармино Багатти участвовал в следующих археологических экспедициях: захоронение Коммодилли в Риме (1933—1934 гг.), Гора Блаженств (1936 г.), Церковь Посещения в Эйн Карем (1938 г.), Emaus Qubeibeh (1940—1944 гг.), Базилика Рождества в Вифлееме (1948 г.), Церковь Dominus Flevit в Иерусалиме (1953—1955 гг.), Назарет (1954—1957 гг.), Гора Кармель (1960—1961 гг.), Гора Нево (1935 г.) и Khirbet el-Mukhayyat (разные годы). Беллармино Багатти опубликовал исследования, посвященные жизни христиан I века и апокрифам. Беллармино Багатти умер 7 октября 1990 года в Иерусалиме и похоронен на францисканском кладбище на горе Сион.

## Сочинения
- The church from the circumcision; history and archaeology of the Judaeo-Christians / SBF Collectio minor № 2,  Franciscan Print. Press,  Иерусалим, 1971 г.
- Gli scavi di Nazaret, Иерусалим, 1967 г.
- origini della Chiesa, Ватикан, 1981 г.
- Ancient Christian villages of Galilee, Иерусалим, 2001 г.
- Ancient Christian villages of Judaea and the Negev, Иерусалим, 2002 г.
- Ancient Christian villages of Samaria, Иерусалим, 2002 г.
- villaggi cristiani della Giudea e del Neghev, Иерусалим, 1983 г.
- Antichi villaggi cristiani di Galilea, Иерусалим, 1971 г.
- Antichi villaggi cristiani di Samaria, Иерусалим, 1979 г.
- The Church from the gentiles in Palestine, Иерусалим, 1971 г.
- Excavations in Nazareth, Иерусалим, 1969 г.
- Gli antichi edifici sacri di Betlemme, Иерусалим, 1952 г.
- Cimitero di Commodilla, Иерусалим, 1936 г.
- Il cimitero di Commodilla o dei martiri Felice ed Adautto presso la via Ostiense, Ватикан, 1936 г.
- Il Golgota e la Croce. Иерусалим, 1978 г.
- Il museo della Flagellazione in Gerusalemme, Иерусалим, 1939 г.
- Il santuario della Visitazione ad ʻAin Karim (Montana Judaeae), Иерусалим, 1948 г.
- I monumenti di Emmaus el-Qubeibeh e dei dintorni, Иерусалим, 1947 г.
- La Chiesa primitiva apocrifa (II secolo), Рим, 1981 г.
- La vida de Jesús en los Apócrifos del Nuevo Testamento, Иерусалим, 1948 г.
- L'E ́glise de la circoncision, Иерусалим, 1965 г.
- L' Eglise de la gentilité en Palestine (Ier-XIe siècle), Иерусалим, 1968 г.
- New discoveries at the tomb of Virgin Mary in Gethsemane, Иерусалим, 1975 г.
- Nuovi apporti archeologici sul pozzo di Giacobbe in Samaria, 1965 г.
- Recherches sur le site du Temple de Jérusalem, 1er VIIe siècle, Иерусалим, 1969 г.
- Recherches sur le site du Temple de Jérusalem, Ier-VIIe siècle, Иерусалим, 1970 г.
- Review of: Noret, Jacques-Gaspart, Herman. Un Eloge de Jacques le Frère du Seigneur par un Pseudo-André de Crète. Edition, traduction et notes critiques (Studies and Texts, 44) Institut Pontifical d'Etudes Médievales, Toronto, 1978 г.